# A Dominikai Köztársaság az 1980. évi nyári olimpiai játékokon
A Dominikai Köztársaság a szovjetunióbeli Moszkvában megrendezett 1980. évi nyári olimpiai játékok egyik részt vevő nemzete volt. Az országot az olimpián 4 sportágban 6 sportoló képviselte, akik érmet nem szereztek.

## Atlétika
Férfi
| Versenyző     | Versenyszám | Előfutam | Előfutam | Előfutam | Negyeddöntő | Negyeddöntő | Negyeddöntő | Elődöntő | Elődöntő | Elődöntő | Döntő   | Döntő    |
| Versenyző     | Versenyszám | Idő      | Hely.    | Össz.    | Idő         | Hely.       | Össz.       | Idő      | Hely.    | Össz.    | Idő     | Helyezés |
| ------------- | ----------- | -------- | -------- | -------- | ----------- | ----------- | ----------- | -------- | -------- | -------- | ------- | -------- |
| Gerardo Suero | 100 m       | 10,53    | 4.       | 22.***   | 10,57       | 8.          | 27.         | kiesett  | kiesett  | kiesett  | kiesett | kiesett  |
| Gerardo Suero | 200 m       | 22,16    | 3.       | 40.      | 21,75       | 8.          | 31.         | kiesett  | kiesett  | kiesett  | kiesett | kiesett  |

*** - három másik versenyzővel azonos eredményt ért el
Női
| Versenyző        | Versenyszám | Előfutam | Előfutam | Előfutam | Elődöntő | Elődöntő | Elődöntő | Döntő   | Döntő    |
| Versenyző        | Versenyszám | Idő      | Hely.    | Össz.    | Idő      | Hely.    | Össz.    | Idő     | Helyezés |
| ---------------- | ----------- | -------- | -------- | -------- | -------- | -------- | -------- | ------- | -------- |
| Marisela Peralta | 100 m gát   | 14,18    | 7.       | 19.      | kiesett  | kiesett  | kiesett  | kiesett | kiesett  |

## Műugrás
Férfi
| Versenyző       | Versenyszám        | Selejtező | Selejtező | Döntő   | Döntő    |
| Versenyző       | Versenyszám        | Pont      | Helyezés  | Pont    | Helyezés |
| --------------- | ------------------ | --------- | --------- | ------- | -------- |
| Reynaldo Castro | Egyéni műugrás     | 469,140   | 18.       | kiesett | kiesett  |
| César Jimenez   | Egyéni toronyugrás | 369,090   | 21.       | kiesett | kiesett  |

## Ökölvívás
| Versenyző   | Versenyszám | Selejtező         | 32-es főtábla                   | Nyolcaddöntő      | Negyeddöntő       | Elődöntő          | Döntő             | Helyezés |
| Versenyző   | Versenyszám | Ellenfél Eredmény | Ellenfél Eredmény               | Ellenfél Eredmény | Ellenfél Eredmény | Ellenfél Eredmény | Ellenfél Eredmény | Helyezés |
| ----------- | ----------- | ----------------- | ------------------------------- | ----------------- | ----------------- | ----------------- | ----------------- | -------- |
| Andrés Tena | Harmatsúly  | erőnyerő          | Szamszon Hacsatrjan (URS) · 0:5 | kiesett           | kiesett           | kiesett           | kiesett           | 17.      |

## Súlyemelés
| Versenyző       | Versenyszám | Szakítás | Szakítás | Lökés    | Lökés    | Összesen | Helyezés |
| Versenyző       | Versenyszám | Eredmény | Helyezés | Eredmény | Helyezés | Összesen | Helyezés |
| --------------- | ----------- | -------- | -------- | -------- | -------- | -------- | -------- |
| Mario Rodríguez | 110 kg      | 125,0    | 12.      | 162,5    | 12.      | 287,5    | 12.      |